# Еупатије Коловрат
Еупатије Коловрат (око 1200–1238) је легендарни руски јунак из доба монголског освајања Русије.

## Легенда
Пад Рјазања и погибија рјазањског јунака Еупатија Коловрата, сликовито је описан у Причи о томе како је Бату разорио Рјазањ, заснованој на руским народним песмама, сачуваној у Волоколамском летопису из 16. века.

Према легенди, након пада Рјазања, " један од велможа рјазањских, по имену Еупатиј Коловрат, у то време беше у Черњигову са кнезом Ингваром Игоревичем" - братом Јурија Рјазањског, и појури натраг, али затече рјазањску земљу опустелу и Рјазањ разорен: 
"И скупи мало дружине-хиљаду седамсто људи, које бог сачува, јер бејаху ван града. И погнаше по трагу безбожног цара Батија и једва га догнаше у земљи суздаљској. И изненада нападоше на таборе Батијеве и почеше сећи без милости. И сметоше се сви пукови татарски, а Татари постадоше као пијани или избезумљени...А Татари мњаху да то мртви устадоше... И скупише се силни пукови татарски, хтедући Еупатија жива ухватити. И срете се Хостоврул са Еупатијем. А Еупатиј беше див силан и расече Хостоврула на две поле до седла и поче сећи силу татарску и многе највеће јунаке Батијеве ту поби... И уплашише се Татари... и почеше бити по њему из стотина катапулта и једва га убише и донеше његово тело пред цара Батија... И рече цар Батиј, гледајући на Еупатијево тело:"... Да ја имам таквога слугу, држао бих га поред срца својега". И дадоше тело Еупатијево преосталим људима његове дружине који беху ухваћени на бојишту и заповеди их цар Батиј пустити никаква им зла не наносећи." (Прича о томе како је Бату разорио Рјазањ.)

## У руској култури и књижевности
Еупатије Коловрат је популарна тема руске поезије, књижевности и кинематографије, између осталог:
- у две песме Сергеја Јесењина.
- у историјском роману Бату-кан од Василија Јанчевског[2].
- у руском филму Легенда о Коловрату (2017).[3]